# الوارو راتون
الوارو راتون (انگلیسی: Álvaro Ratón؛ زادهٔ ۲۹ ژانویهٔ ۱۹۹۳) بازیکن فوتبال اهل اسپانیا است.
از باشگاه‌هایی که در آن بازی کرده‌است می‌توان به باشگاه فوتبال رئال ساراگوسا اشاره کرد.